# Radisleben
Radisleben is een plaats en voormalige gemeente in de Duitse deelstaat Saksen-Anhalt, en maakt deel uit van de Landkreis Harz.
Radisleben telt 469 inwoners.

## Geschiedenis
Op 1 januari 2010 is de toenmalige zelfstandige gemeente geannexeerd door de stad Ballenstedt.